# جیمز هارتل
جمیز بورکت هارتل (به انگلیسی: James Burkett Hartle) (۱۷ اوت ۱۹۳۹ – ۱۷ مهٔ ۲۰۲۳) فیزیک‌دان اهل ایالات متحده آمریکا بود.
وی از سال ۱۹۶۶ میلادی، استاد دانشگاه کالیفرنیا در سانتا باربارا و عضو انستیو سنتا فه در نیومکزیکو بوده‌است. وی به‌خاطر کارهایش در زمینهٔ های تفسیرهای مکانیک کوانتومی، اختر فیزیک و نسبیت عام مشهور است.
هارتل در ۱۷ مهٔ ۲۰۲۳، در سن ۸۳ سالگی در زوریخ، سوئیس درگذشت.